# Передовой осадный отряд
Передовой осадный отряд (англ. Forlorn hope) — группа солдат или других участников боевых действий, которой выполняет роль авангарда в опасной военной операции, такой как нападение на хорошо укреплённую позицию, где риск потерь особенно велик. Во французской армии такие отряды назывались «Потерянные дети» (фр. Les Endants Perdus).

## Этимология английского терминаForlorn hope
Английский термин происходит от голландского verloren hoop, что буквальном переводе — «потерянный отряд». Этот термин использовался в военном контексте для обозначения отряда солдат. Голландское слово hoop (означающий «куча», «множество», «отряд») не является когнатом английского hope («надежда»). Неправильный перевод verloren hoop на английский как forlorn hope («потерянная/заброшенная надежда») — случайное образование, появившееся из близких по произношению английских слов. Эта ложная этимология так же подкреплена тем, что в голландском языке слово hoop является омографом, означающим и «надежду», и «отряд», хотя эти два значения имеют разное происхождение.

## История
Среди германских наёмных ландскнехтов такие отряды назывались Verlorene Haufen, что имеет то же значение, что и голландский термин, а само слово Haufen является общим термином для плохо организованной группы людей. Бойцы этих отрядов часто носили двуручные мечи, которыми прорубали себе путь сквозь противостоящий им строй пикинёров (буквально рубили пики). Также они часто находились в первой линии обороны полевых укреплений. Бойцы Verlorene Haufen получали двойную оплату, что дало им название доппельзольднер (нем. Doppelsöldner, букв. «Получающие две платы»). Поскольку для выполнения таких опасных задач добровольцев обычно не хватало, в их ряды также принимались преступники, приговорённые к смертной казни. В качестве знамени Verlorene Haufen носили красный флаг Blutfahne («Кровавое знамя»).
Впоследствии термин forlorn hope стал использоваться для обозначения любого отряда бойцов, находящегося в опасном положении, например, в открытом аванпосте или в удалённом от основной крепости бастионе. Наибольшее распространение этого термина отмечено в документах времён английской революции, а также в британской армии времён Пиренейских войн 1808—1814 гг. Во времена мушкетов, заряжаемых через дуло (на что уходило достаточно много времени), этот термин часто использовался для обозначения солдат авангарда, атакующих брешь в обороне во время осады. При очевидности больших потерь бойцов отряда «Потерянной надежды», предполагалось, что некоторые из них проживут достаточно долго и смогут захватить плацдарм, который можно укрепить и затем расширить, или, в крайнем случае, у второй волны нападающих будет больше шансов, пока защитники будут перезаряжать мушкеты или зачищать остатки первой волны. Тем не менее, такие бойцы всё же не были самоубийцами или глупцами; например, британские отряды «Отчаянной надежды» при осаде Бадахоса в 1812 году несли с собой большие мешки (1,5-2 метра длиной и больше полуметра в диаметре), наполненные сеном и соломой, которые бросали во вражеские траншеи перед прыжком в них, чтобы предотвратить травмы при приземлении.